# Tórtoles de la Sierra
Tórtoles de la Sierra (auch: Tórtoles) ist ein zentralspanischer Ort und eine Gemeinde (municipio) mit 38 Einwohnern (Stand: 2024) in der Provinz Ávila in der Autonomen Region Kastilien-León. 

## Lage und Klima
Die Gemeinde Tórtoles de la Sierra liegt auf der Nordseite der Sierra de Gredos im Südwesten der Provinz Ávila in einer durchschnittlichen Höhe von ca. 1270 m. Die Entfernung nach Ávila beträgt knapp 58 km (Fahrtstrecke) in ostnordöstlicher Richtung. Das Klima ist gemäßigt bis warm; der Regen (838 mm/Jahr) fällt mit Ausnahme der trockenen Sommermonate übers Jahr verteilt.

## Bevölkerungsentwicklung
| Jahr      | 1970 | 1981 | 1991 | 2001 | 2011 | 2021 |
| Einwohner | 408  | 237  | 128  | 110  | 73   | 47   |

## Sehenswürdigkeiten

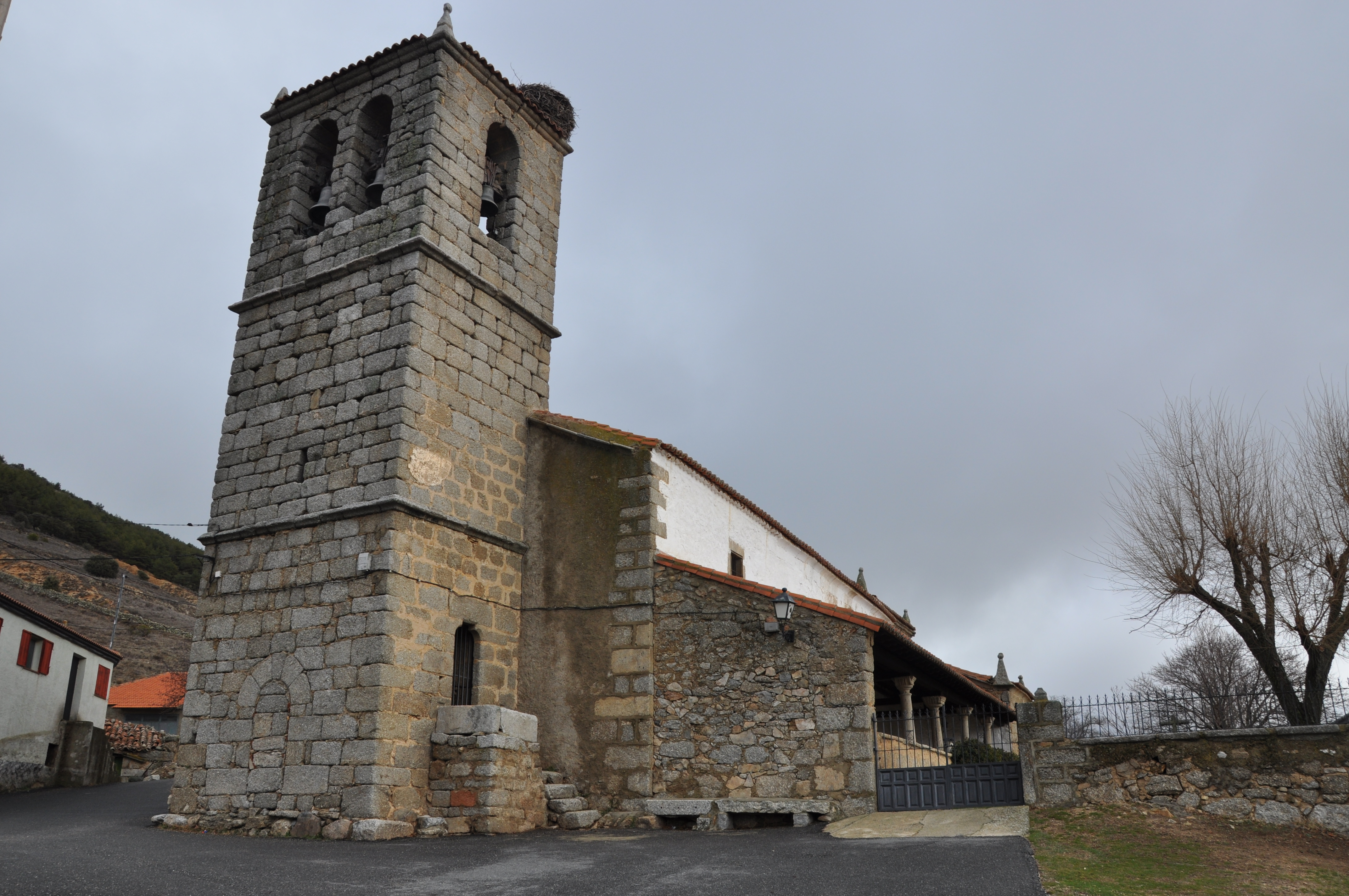
Jakobuskirche

- Jakobuskirche